# Komputationel klasse
En komputationel klasse er en gruppe, der indeholder alle de algoritmer, et givet system kan komputere (udregne).